# Uschi Lichtenegger

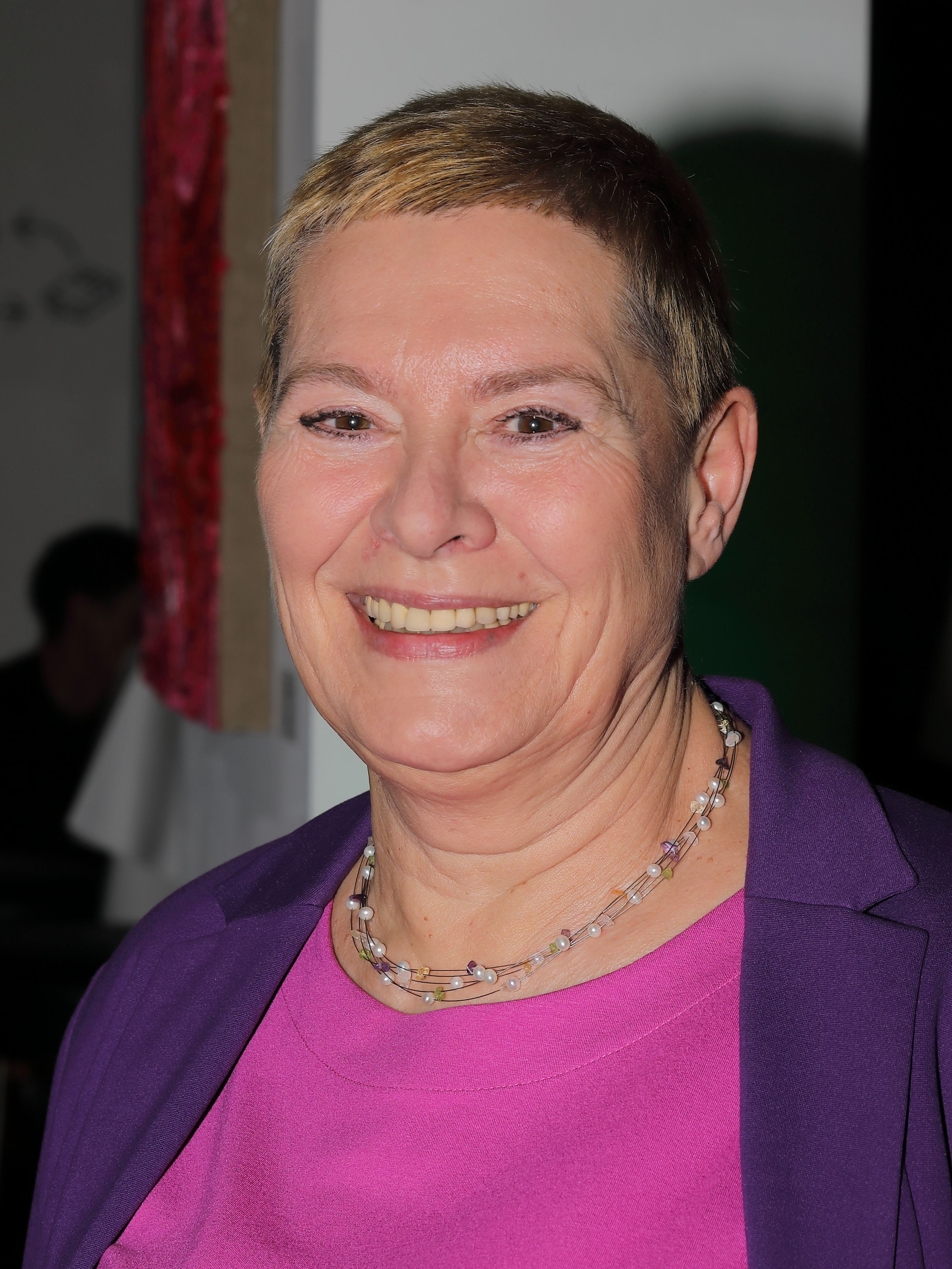
Uschi Lichtenegger (2020)

Ursula „Uschi“ Katherine Lichtenegger (geboren 1961 in Wien) ist eine österreichische Familienhelferin, Bezirkspolitikerin der Wiener Grünen und war 2016–2020 Bezirksvorsteherin des 2. Wiener Gemeindebezirkes Leopoldstadt. Seit März 2023 ist sie Vorsitzende der „Generation Plus Grüne Senior:innen Wien“.

## Leben
Lichtenegger absolvierte nach der Handelsakademie (HAK) eine Bürolehre. Ab 1980 war sie im Verlag für Gesellschaftskritik beschäftigt. Später machte sie eine Ausbildung zur Familienhelferin und besuchte einen Lehrgang für New Media. Einige Jahre lang lebte sie in Berndorf, NÖ. Bis 2010 arbeitete Lichtenegger in der Buch- und Zeitschriftenherstellung und leitete das Sekretariat der Theodor-Kramer-Gesellschaft. Von 2012 bis 2016 war sie beim Dachverband für sozialökonomische Einrichtungen (DSE-Wien) beschäftigt. 
Politisiert wurde sie durch die Bildung der Schwarz-blauen Koalition Anfang 2000. Seither engagiert sich Lichtenegger bei den Grünen und verschiedenen Basisprojekten im Bezirk, in dem sie wohnt. Von 2003 bis 2005 war sie Sprecherin des AK Kultur und Gesellschaft des Grätzelmanagements Volkertviertel und Alliiertenviertel. Im Volkertviertel war sie auch bei der Gründung der Stadtteilzeitung Grätzl-Blattl beteiligt. Weiters engagierte sie sich in der ARGE Randkunst und im Kulturkreis Mexikoplatz. Laut eigenen Angaben sind die Schwerpunkte ihrer politischen Arbeit Bürgerbeteiligung, feministische Frauenpolitik und Integrationspolitik. Sie setzt sich gegen die Verbauung des Augartens ein und möchte Kultur und Geschichtsaufarbeitung der Leopoldstadt fördern.
Lichtenegger ist geschieden, hat drei erwachsene Kinder und zwei Enkelinnen.

## Bezirksvorsteherin der Leopoldstadt
Uschi Lichtenegger war die vierte Bezirksvorsteherin, die von den Wiener Grünen gestellt wurde. Thomas Blimlinger war von 2001 bis 2017 Bezirksvorsteher von Neubau, des 7. Wiener Gemeindebezirkes. Heribert Rahdjian war von 2005 bis 2010 Bezirksvorsteher der Josefstadt, des 8. Wiener Gemeindebezirkes. Er wurde für die Wahl 2010 nicht mehr nominiert und gründete daraufhin eine eigene Bezirksliste, die fünf Mandate erreichen konnte. Die Position der Bezirksvorsteherin in der Josefstadt wird seither von einer ÖVP-Politikerin bekleidet. Seit 2015 ist Silvia Nossek erste grüne Bezirksvorsteherin in Wien-Währing.
Die Leopoldstadt ist eine traditionelle SPÖ-Hochburg. Alle Bezirksvorsteher seit 1945 wurden von den Sozialdemokraten gestellt. Auch die reguläre Bezirksvertretungswahl im Jahr 2015 ergab eine deutliche SP-Mehrheit, die Mandatsverteilung lautete: 24 SPÖ, jeweils 14 für FPÖ und Die Grünen, 4 ÖVP, 3 NEOS und 1 Wien anders, ein Bündnis aus KPÖ und PolDi, Piraten, Echt Grün und Unabhängigen. Die Grünen konnten – mit nur 21 Stimmen Vorsprung auf die FPÖ – den zweiten Platz und damit den Anspruch auf den Bezirksvorsteher-Stellvertreter erreichen. Die Wahl wurde der FPÖ angefochten. Im Juni 2016 entschied der Verfassungsgerichtshof, dass Unstimmigkeiten bei den Briefwahlergebnissen auf eine Verletzung der Wiener Wahlordnung zurückzuführen seien und den Wahlausgang beeinflusst haben könnten. Die Wahlwiederholung fand am 18. September 2016 statt. Der Wahlkampf entwickelte sich zu einem Duell um den zweiten Platz zwischen Grünen und FPÖ und endete mit einer enormen Überraschung, der relativen Mehrheit der Grünen, sicherlich auch mitverursacht durch die niedrige Wahlbeteiligung von nur 35 % (im Vergleich zu 64,7 % bei der regulären Wahl im Jahr zuvor). Die Mandatsverteilung lautete nunmehr: 22 für die Grünen, 17 SPÖ, 14 FPÖ, jeweils 3 für ÖVP und NEOS, 1 Wien anders.
Dieser Mobilisierungseffekt konnte bei der darauffolgenden Wahl 2020 nicht wiederholt werden, bei der die SPÖ wieder eine Mehrheit erlangte.

## Auszeichnungen (Auswahl)
- 2023: Goldenes Ehrenzeichen für Verdienste um das Land Wien[10]